# 日光房

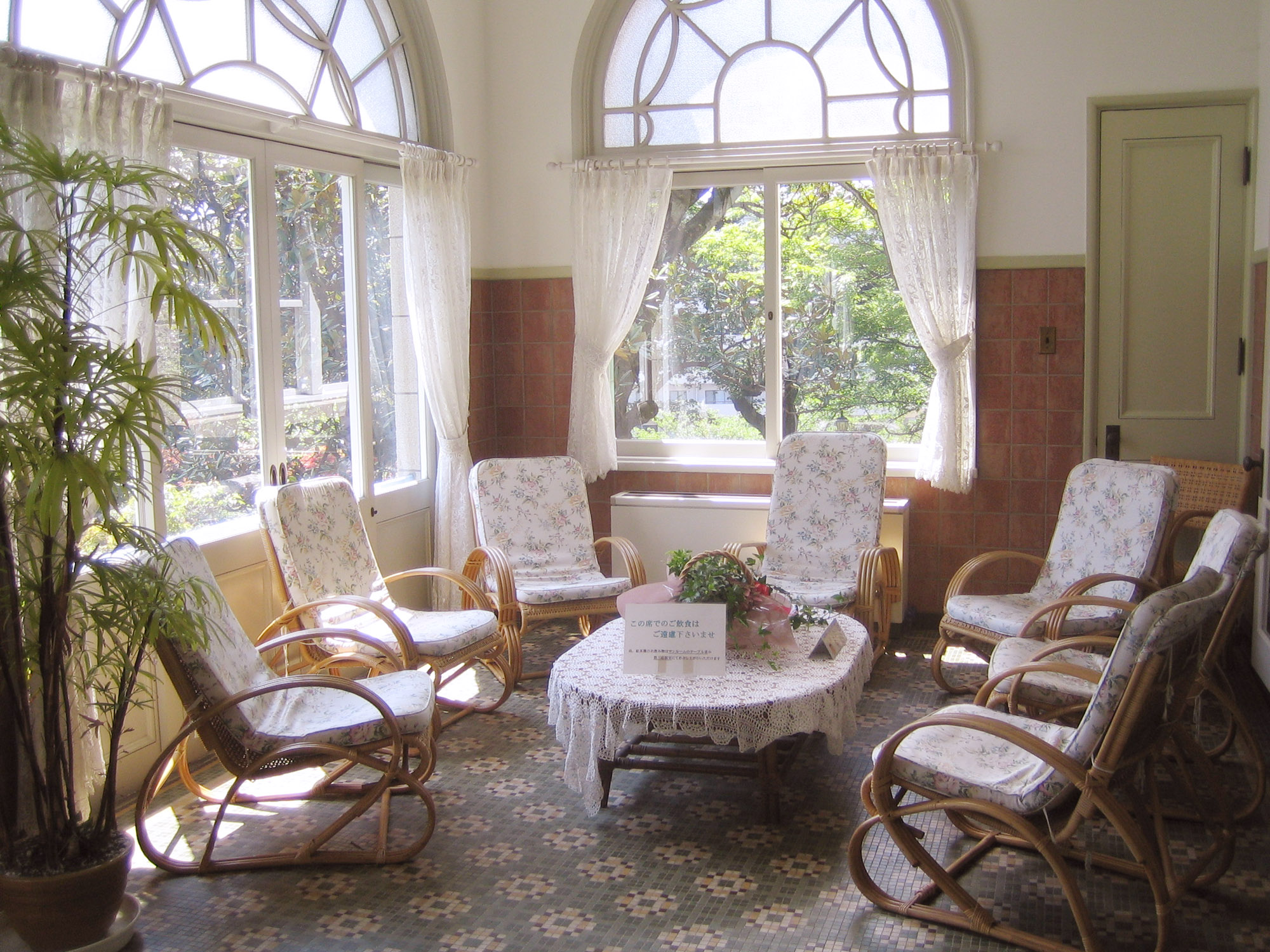
日本东京的一间日光房

日光房又稱阳光房、日光室、日光浴室，是一个可以享受充足的日光和風景的房间。日光房一般建於日照充足的地方。若是日照不好，則日光房無法發揮用處。有時日光房裡面也會安裝窗簾。日光房可以作為書房、活動室以及家庭聚會場所。